# Бруклендс (избирательный округ Манчестера)
Бру́клендс (англ. Brooklands) — район и избирательный округ Манчестера (Великобритания). В Парламенте Великобритании округ представляет Майк Кейн, депутат от избирательного округа Витеншоу и Сейл-Ист. По данным переписи населения 2011 года, население округа составляло 14 362 человека.

## Советники
По избирательному округу Бруклендс (Манчестер) избираются члены городского Совета Манчестера. По состоянию на февраль 2021 года в городском совете Манчестера от Бруклендса были представлены Сьюзан Кули (англ. Susan Cooley) и Глинн Эванс (англ. Glynn Evans), оба — представители лейбористской партии. Округ в городском Совете Манчестера представляла также Сью Мерфи (англ. Sue Murphy). 7 апреля 2020 она скончалась после продолжительной болезни.
| Выборы | Советник | Советник                                         | Советник | Советник                           | Советник | Советник                           |
| ------ | -------- | ------------------------------------------------ | -------- | ---------------------------------- | -------- | ---------------------------------- |
| 2004   |          | Сью Мерфи (Лейбористская и кооперативная партия) |          | Сью Кули (Лейбористская партия)    |          | Глинн Эванс (Лейбористская партия) |
| 2006   |          | Сью Мерфи (Лейбористская и кооперативная партия) |          | Сью Кули (Лейбористская партия)    |          | Глинн Эванс (Лейбористская партия) |
| 2007   |          | Сью Мерфи (Лейбористская и кооперативная партия) |          | Сью Кули (Лейбористская партия)    |          | Глинн Эванс (Лейбористская партия) |
| 2008   |          | Сью Мерфи (Лейбористская и кооперативная партия) |          | Сью Кули (Лейбористская партия)    |          | Глинн Эванс (Лейбористская партия) |
| 2010   |          | Сью Мерфи (Лейбористская и кооперативная партия) |          | Сью Кули (Лейбористская партия)    |          | Глинн Эванс (Лейбористская партия) |
| 2011   |          | Сью Мерфи (Лейбористская и кооперативная партия) |          | Сью Кули (Лейбористская партия)    |          | Глинн Эванс (Лейбористская партия) |
| 2012   |          | Сью Мерфи (Лейбористская и кооперативная партия) |          | Сью Кули (Лейбористская партия)    |          | Глинн Эванс (Лейбористская партия) |
| 2014   |          | Сью Мерфи (Лейбористская и кооперативная партия) |          | Сью Кули (Лейбористская партия)    |          | Глинн Эванс (Лейбористская партия) |
| 2015   |          | Сью Мерфи (Лейбористская и кооперативная партия) |          | Сью Кули (Лейбористская партия)    |          | Глинн Эванс (Лейбористская партия) |
| 2016   |          | Сью Мерфи (Лейбористская и кооперативная партия) |          | Сью Кули (Лейбористская партия)    |          | Глинн Эванс (Лейбористская партия) |
| 2018   |          | Сью Мерфи (Лейбористская партия)                 |          | Глинн Эванс (Лейбористская партия) |          | Сью Кули (Лейбористская партия)    |
| 2019   |          | Сью Мерфи (Лейбористская партия)                 |          | Глинн Эванс (Лейбористская партия) |          | Сью Кули (Лейбористская партия)    |

     места для перевыборов.

## Выборы в 2010-х годах
* обозначает действующего советника, добивающегося переизбрания.

### Май 2019
| 2019        | 2019                      | 2019                      | 2019   | 2019  | 2019 |
| Партия      | Партия                    | Кандидат                  | Голоса | %     | ±%   |
| ----------- | ------------------------- | ------------------------- | ------ | ----- | ---- |
|             | Лейбористская             | Сью Мерфи*                | 1336   | 49,3  | ▼1,3 |
|             | Консервативная            | Стивен Карлтон-Вудс       | 463    | 17,1  | ▼9,9 |
|             | Партия независимости      | Кэти Мейсон               | 389    | 14,4  | н/д  |
|             | Зелёные                   | Грейс Бучковска           | 301    | 11,1  | ▬    |
|             | Либеральные демократы     | Себастьян Бейт            | 203    | 7,5   | ▲2,7 |
| Большинство | Большинство               | Большинство               | 873    | 32,2  | ▲7,6 |
| Явка        | Явка                      | Явка                      | 2710   | 24,29 | ▼0,8 |
|             | Лейбористская (удержание) | Лейбористская (удержание) | Свинг  | ▲4,3  |      |

### Май 2018
| 2018        | 2018                                 | 2018                | 2018   | 2018 | 2018 |
| Партия      | Партия                               | Кандидат            | Голоса | %    | ±%   |
| ----------- | ------------------------------------ | ------------------- | ------ | ---- | ---- |
|             | Лейбористская                        | Сью Кули*           | 1684   | 59,7 |      |
|             | Лейбористская                        | Глинн Эванс*        | 1635   | 58,0 |      |
|             | Лейбористская                        | Сью Мерфи*          | 1456   | 51,6 |      |
|             | Консервативная                       | Стивен Карлтон-Вудс | 763    | 27,0 |      |
|             | Консервативная                       | Стивен Макхью       | 705    | 25,0 |      |
|             | Консервативная                       | Дэвид Семпл         | 634    | 22,5 |      |
|             | Зелёные                              | Роберт Нунни        | 313    | 11,1 |      |
|             | Либеральные демократы                | Пол Джонс           | 153    | 5,4  |      |
|             | Либеральные демократы                | Норман Льюис        | 134    | 4,8  |      |
|             | Либеральные демократы                | Берни Райан         | 117    | 4,1  |      |
| Большинство |                                      |                     |        |      |      |
| Явка        | Явка                                 | Явка                | 2821   | 25,1 |      |
|             | Лейбористская победа (новые границы) |                     |        |      |      |
|             | Лейбористская победа (новые границы) |                     |        |      |      |
|             | Лейбористская победа (новые границы) |                     |        |      |      |

### Май 2016
| 2016        | 2016                      | 2016                      | 2016   | 2016  | 2016 |
| Партия      | Партия                    | Кандидат                  | Голоса | %     | ±%   |
| ----------- | ------------------------- | ------------------------- | ------ | ----- | ---- |
|             | Лейбористская             | Глинн Эванс*              | 1738   | 59,3  | ▲5,6 |
|             | Партия независимости      | Пэт Бебби                 | 544    | 18,56 | ▲9,4 |
|             | Консервативная            | Стивен Пол Вудс           | 504    | 17,2  | ▼0,4 |
|             | Либеральные демократы     | Эндрю Макгиннесс          | 145    | 4,95  | ▲1,3 |
| Большинство | Большинство               | Большинство               | 1194   | 40,74 |      |
| Явка        | Явка                      | Явка                      | 2931   | 28,20 |      |
|             | Лейбористская (удержание) | Лейбористская (удержание) | Свинг  |       |      |

### Май 2015
| 2015        | 2015                      | 2015                      | 2015   | 2015 | 2015  |
| Партия      | Партия                    | Кандидат                  | Голоса | %    | ±%    |
| ----------- | ------------------------- | ------------------------- | ------ | ---- | ----- |
|             | Лейбористская             | Сью Кули*                 | 3136   | 52,2 | ▼5,7  |
|             | Консервативная            | Стивен Пол Вудс           | 1363   | 22,8 | ▼0,8  |
|             | Партия независимости      | Пэт Бебби                 | 1044   | 17,4 | ▲9,6  |
|             | Либеральные демократы     | Филлип Эндрю Стаббс       | 243    | 4,0  | ▼2,2  |
|             | Зелёные                   | Калум Томпсон Уиггл       | 217    | 3,6  | ▼0,8  |
| Большинство | Большинство               | Большинство               | 1773   | 29,4 |       |
| Явка        | Явка                      | Явка                      | 6003   | 55,7 | ▲25,0 |
|             | Лейбористская (удержание) | Лейбористская (удержание) | Свинг  |      |       |

### Май 2014
| 2014        | 2014                          | 2014                      | 2014   | 2014  | 2014   |
| Партия      | Партия                        | Кандидат                  | Голоса | %     | ±%     |
| ----------- | ----------------------------- | ------------------------- | ------ | ----- | ------ |
|             | Лейбористская и кооперативная | Сью Мерфи*                | 1464   | 49,38 | ▲3,18  |
|             | Партия независимости          | Анне Спур                 | 734    | 24,76 | ▲19,56 |
|             | Консервативная                | Ральф Джон Эллертон       | 507    | 17,10 | ▼9,80  |
|             | Зелёные                       | Этне Куинн                | 159    | 5,36  | ▲2,46  |
|             | Либеральные демократы         | Джоел Муркрофт            | 101    | 3,41  | ▼15,19 |
| Большинство | Большинство                   | Большинство               | 730    |       |        |
| Явка        |                               |                           |        |       |        |
|             | Лейбористская (удержание)     | Лейбористская (удержание) | Свинг  |       |        |

### Май 2012
| 2012        | 2012                      | 2012                      | 2012   | 2012 | 2012  |
| Партия      | Партия                    | Кандидат                  | Голоса | %    | ±%    |
| ----------- | ------------------------- | ------------------------- | ------ | ---- | ----- |
|             | Лейбористская             | Глинн Эванс*              | 1629   | 53,7 | ▲9,5  |
|             | Консервативная            | Стивен Вудс               | 532    | 17,6 | ▼20,8 |
|             | Партия независимости      | Натан Гилберт             | 279    | 9,2  | н/д   |
|             | Зелёные                   | Этне Куинн                | 140    | 4,6  | ▼0,5  |
|             | Либеральные демократы     | Питер Максон              | 111    | 3,7  | ▼8,9  |
| Большинство | Большинство               | Большинство               | 1097   | 40,8 |       |
| Явка        | Явка                      | Явка                      | 2691   | 28,6 |       |
|             | Лейбористская (удержание) | Лейбористская (удержание) | Свинг  |      |       |

### Май 2011
| 2011        | 2011                      | 2011                      | 2011   | 2011 | 2011 |
| Партия      | Партия                    | Кандидат                  | Голоса | %    | ±%   |
| ----------- | ------------------------- | ------------------------- | ------ | ---- | ---- |
|             | Лейбористская             | Сью Кули*                 | 1876   | 57,9 | ▲7,6 |
|             | Консервативная            | Стивен Вудс               | 764    | 23,6 | ▼9,4 |
|             | Партия независимости      | Натан Гилберт             | 254    | 7,8  | н/д  |
|             | Либеральные демократы     | Питер Джеймс Максон       | 201    | 6,2  | ▼5,6 |
|             | Зелёные                   | Этне Куинн                | 143    | 4,4  | ▼0,4 |
| Большинство | Большинство               | Большинство               | 1112   | 34,3 |      |
| Явка        | Явка                      | Явка                      | 3238   | 30,7 |      |
|             | Лейбористская (удержание) | Лейбористская (удержание) | Свинг  | +6,6 |      |

### Май 2010
| 2010        | 2010                      | 2010                      | 2010   | 2010 | 2010  |
| Партия      | Партия                    | Кандидат                  | Голоса | %    | ±%    |
| ----------- | ------------------------- | ------------------------- | ------ | ---- | ----- |
|             | Лейбористская             | Сью Мерфи*                | 2633   | 46,2 | ▲2,0  |
|             | Консервативная            | Мэри Рейнор               | 1534   | 26,9 | ▼11,5 |
|             | Либеральные демократы     | Питер Джеймс Максон       | 1061   | 18,6 | ▲6,0  |
|             | Партия независимости      | Пэм Шоттон                | 298    | 5,2  | ▲5,2  |
|             | Зелёные                   | Элейн Браун               | 167    | 2,9  | ▼2,2  |
| Большинство | Большинство               | Большинство               | 1099   | 19,3 | ▲13,5 |
| Явка        | Явка                      | Явка                      | 5693   | 55,4 | ▲26,8 |
|             | Лейбористская (удержание) | Лейбористская (удержание) | Свинг  | +6,7 |       |

## Выборы в 2000-х годах
| Выборы в городской совет Манчестера (2008): избирательный округ Бруклендс | Выборы в городской совет Манчестера (2008): избирательный округ Бруклендс | Выборы в городской совет Манчестера (2008): избирательный округ Бруклендс | Выборы в городской совет Манчестера (2008): избирательный округ Бруклендс | Выборы в городской совет Манчестера (2008): избирательный округ Бруклендс | Выборы в городской совет Манчестера (2008): избирательный округ Бруклендс |
| Партия                                                                    | Партия                                                                    | Кандидат                                                                  | Голоса                                                                    | %                                                                         | ±%                                                                        |
| ------------------------------------------------------------------------- | ------------------------------------------------------------------------- | ------------------------------------------------------------------------- | ------------------------------------------------------------------------- | ------------------------------------------------------------------------- | ------------------------------------------------------------------------- |
|                                                                           | Лейбористская                                                             | Глинн Эванс                                                               | 1274                                                                      | 44,2                                                                      |                                                                           |
|                                                                           | Консервативная                                                            | Мэри Рейнор                                                               | 1106                                                                      | 38,4                                                                      |                                                                           |
|                                                                           | Либеральные демократы                                                     | Гари Бриджс                                                               | 362                                                                       | 12,6                                                                      |                                                                           |
|                                                                           | Зелёные                                                                   | Тамисин Маккарти-Морроу                                                   | 146                                                                       | 5,1                                                                       |                                                                           |
| Большинство                                                               | Большинство                                                               | Большинство                                                               | 168                                                                       | 5,8                                                                       |                                                                           |
| Явка                                                                      | Явка                                                                      | Явка                                                                      | 2882                                                                      | 28,6                                                                      |                                                                           |
|                                                                           | Лейбористская (удержание)                                                 | Лейбористская (удержание)                                                 | Свинг                                                                     |                                                                           |                                                                           |

| Выборы в городской совет Манчестера (2007): избирательный округ Бруклендс | Выборы в городской совет Манчестера (2007): избирательный округ Бруклендс | Выборы в городской совет Манчестера (2007): избирательный округ Бруклендс | Выборы в городской совет Манчестера (2007): избирательный округ Бруклендс | Выборы в городской совет Манчестера (2007): избирательный округ Бруклендс | Выборы в городской совет Манчестера (2007): избирательный округ Бруклендс |
| Партия                                                                    | Партия                                                                    | Кандидат                                                                  | Голоса                                                                    | %                                                                         | ±%                                                                        |
| ------------------------------------------------------------------------- | ------------------------------------------------------------------------- | ------------------------------------------------------------------------- | ------------------------------------------------------------------------- | ------------------------------------------------------------------------- | ------------------------------------------------------------------------- |
|                                                                           | Лейбористская                                                             | Сью Кули                                                                  | 1460                                                                      | 50,3                                                                      | ▲8,2                                                                      |
|                                                                           | Консервативная                                                            | Мэри Рейнор                                                               | 958                                                                       | 33,0                                                                      | ▲3,8                                                                      |
|                                                                           | Либеральные демократы                                                     | Дэвид Кирман                                                              | 342                                                                       | 11,8                                                                      | ▼12,3                                                                     |
|                                                                           | Зелёные                                                                   | Тамисин Маккарти-Морроу                                                   | 140                                                                       | 4,8                                                                       | ▲0,2                                                                      |
| Большинство                                                               | Большинство                                                               | Большинство                                                               | 502                                                                       | 17,3                                                                      | ▲4,3                                                                      |
| Явка                                                                      | Явка                                                                      | Явка                                                                      | 2900                                                                      | 29,1                                                                      | ▼4,3                                                                      |
|                                                                           | Лейбористская (удержание)                                                 | Лейбористская (удержание)                                                 | Свинг                                                                     | ▲2,2                                                                      |                                                                           |

| Выборы в городской совет Манчестера (2006): избирательный округ Бруклендс | Выборы в городской совет Манчестера (2006): избирательный округ Бруклендс | Выборы в городской совет Манчестера (2006): избирательный округ Бруклендс | Выборы в городской совет Манчестера (2006): избирательный округ Бруклендс | Выборы в городской совет Манчестера (2006): избирательный округ Бруклендс | Выборы в городской совет Манчестера (2006): избирательный округ Бруклендс |
| Партия                                                                    | Партия                                                                    | Кандидат                                                                  | Голоса                                                                    | %                                                                         | ±%                                                                        |
| ------------------------------------------------------------------------- | ------------------------------------------------------------------------- | ------------------------------------------------------------------------- | ------------------------------------------------------------------------- | ------------------------------------------------------------------------- | ------------------------------------------------------------------------- |
|                                                                           | Лейбористская и кооперативная                                             | Сью Мерфи*                                                                | 1378                                                                      | 42,1                                                                      | ▼2,7                                                                      |
|                                                                           | Консервативная                                                            | Ральф Джон Эллертон                                                       | 953                                                                       | 29,2                                                                      | ▼5,1                                                                      |
|                                                                           | Либеральные демократы                                                     | Джон Пол Анкерс                                                           | 787                                                                       | 24,1                                                                      | ▲10,7                                                                     |
|                                                                           | Зелёные                                                                   | Тамисин Маккарти-Морроу                                                   | 149                                                                       | 4,6                                                                       | ▼2,8                                                                      |
| Большинство                                                               | Большинство                                                               | Большинство                                                               | 425                                                                       | 13,0                                                                      | ▲2,4                                                                      |
| Явка                                                                      | Явка                                                                      | Явка                                                                      | 3267                                                                      | 33,4                                                                      | ▼1,4                                                                      |
|                                                                           | Лейбористская (удержание)                                                 | Лейбористская (удержание)                                                 | Свинг                                                                     | ▲1,2                                                                      |                                                                           |

| Выборы в городской совет Манчестера (2004): избирательный округ Бруклендс (после изменения границ округов) | Выборы в городской совет Манчестера (2004): избирательный округ Бруклендс (после изменения границ округов) | Выборы в городской совет Манчестера (2004): избирательный округ Бруклендс (после изменения границ округов) | Выборы в городской совет Манчестера (2004): избирательный округ Бруклендс (после изменения границ округов) | Выборы в городской совет Манчестера (2004): избирательный округ Бруклендс (после изменения границ округов) | Выборы в городской совет Манчестера (2004): избирательный округ Бруклендс (после изменения границ округов) |
| Партия | Партия | Кандидат                                                                                                   | Голоса | % | ±% |
| --- | --- | --- | --- | --- | --- |
| | Лейбористская                                                                                              | Глинн Эванс*                                                                                               | 1505 | 44,8 | н/д |
| | Лейбористская                                                                                              | Сьюзан Кули*                                                                                               | 1463 | | |
| | Лейбористская                                                                                              | Сьюзан Мерфи*                                                                                              | 1247 | | |
| | Консервативная                                                                                             | Джейн Персиваль                                                                                            | 1152 | 34,3 | н/д |
| | Консервативная                                                                                             | Грэм Кумбес                                                                                                | 939 | | |
| | Консервативная                                                                                             | Лиза-Энн Бордмен                                                                                           | 932 | | |
| | Либеральные демократы                                                                                      | Памела Дэвис                                                                                               | 449 | 13,4 | н/д |
| | Либеральные демократы                                                                                      | Дэвид Кирман                                                                                               | 425 | | |
| | Либеральные демократы                                                                                      | Барбара Макменамин                                                                                         | 417 | | |
| | Зелёные | Джеффри Остл                                                                                               | 249 | 7,4 | н/д |
| | Зелёные | Колин Пратт                                                                                                | 222 | | |
| Большинство                                                                                                | Большинство                                                                                                | Большинство                                                                                                | 95 | 10,5 | н/д |
| Явка | Явка | Явка | 3355 | 34,8 | н/д |
| | Лейбористская победа (новое место)                                                                         | | | | |
| | Лейбористская победа (новое место)                                                                         | | | | |
| | Лейбористская победа (новое место)                                                                         | | | | |

| Выборы в городской совет Манчестера (2003): избирательный округ Бруклендс | Выборы в городской совет Манчестера (2003): избирательный округ Бруклендс | Выборы в городской совет Манчестера (2003): избирательный округ Бруклендс | Выборы в городской совет Манчестера (2003): избирательный округ Бруклендс | Выборы в городской совет Манчестера (2003): избирательный округ Бруклендс | Выборы в городской совет Манчестера (2003): избирательный округ Бруклендс |
| Партия                                                                    | Партия                                                                    | Кандидат                                                                  | Голоса                                                                    | %                                                                         | ±%                                                                        |
| ------------------------------------------------------------------------- | ------------------------------------------------------------------------- | ------------------------------------------------------------------------- | ------------------------------------------------------------------------- | ------------------------------------------------------------------------- | ------------------------------------------------------------------------- |
|                                                                           | Лейбористская и кооперативная                                             | Сьюзан Мерфи*                                                             | 957                                                                       | 50,7                                                                      | ▼8,1                                                                      |
|                                                                           | Консервативная                                                            | Джейн Персиваль                                                           | 562                                                                       | 29,8                                                                      | ▼0,6                                                                      |
|                                                                           | Либеральные демократы                                                     | Джон Эллис                                                                | 228                                                                       | 12,1                                                                      | ▲4,9                                                                      |
|                                                                           | Зелёные                                                                   | Бирджит Воллм                                                             | 76                                                                        | 4,0                                                                       | ▲0,4                                                                      |
|                                                                           | Независимый кандидат                                                      | Хонор Донелли                                                             | 66                                                                        | 3,5                                                                       | ▲3,5                                                                      |
| Большинство                                                               | Большинство                                                               | Большинство                                                               | 395                                                                       | 20,9                                                                      | ▼7,5                                                                      |
| Явка                                                                      | Явка                                                                      | Явка                                                                      | 1889                                                                      | 22,5                                                                      | ▼5,0                                                                      |
|                                                                           | Лейбористская (удержание)                                                 | Лейбористская (удержание)                                                 | Свинг                                                                     | ▼3,7                                                                      |                                                                           |

| Выборы в городской совет Манчестера (2002): избирательный округ Бруклендс | Выборы в городской совет Манчестера (2002): избирательный округ Бруклендс | Выборы в городской совет Манчестера (2002): избирательный округ Бруклендс | Выборы в городской совет Манчестера (2002): избирательный округ Бруклендс | Выборы в городской совет Манчестера (2002): избирательный округ Бруклендс | Выборы в городской совет Манчестера (2002): избирательный округ Бруклендс |
| Партия                                                                    | Партия                                                                    | Кандидат                                                                  | Голоса                                                                    | %                                                                         | ±%                                                                        |
| ------------------------------------------------------------------------- | ------------------------------------------------------------------------- | ------------------------------------------------------------------------- | ------------------------------------------------------------------------- | ------------------------------------------------------------------------- | ------------------------------------------------------------------------- |
|                                                                           | Лейбористская                                                             | Глинн Эванс*                                                              | 1375                                                                      | 58,8                                                                      | ▲8,0                                                                      |
|                                                                           | Консервативная                                                            | Джон Кенни                                                                | 711                                                                       | 30,4                                                                      | ▼8,9                                                                      |
|                                                                           | Либеральные демократы                                                     | Карен Фарнен                                                              | 168                                                                       | 7,2                                                                       | ▲0,1                                                                      |
|                                                                           | Зелёные                                                                   | Никола Брукс                                                              | 85                                                                        | 3,6                                                                       | ▲0,8                                                                      |
| Большинство                                                               | Большинство                                                               | Большинство                                                               | 664                                                                       | 28,4                                                                      | ▲16,9                                                                     |
| Явка                                                                      | Явка                                                                      | Явка                                                                      | 2339                                                                      | 27,5                                                                      | ▲4,5                                                                      |
|                                                                           | Лейбористская (удержание)                                                 | Лейбористская (удержание)                                                 | Свинг                                                                     | ▲8,4                                                                      |                                                                           |

| Выборы в городской совет Манчестера (2000): избирательный округ Бруклендс | Выборы в городской совет Манчестера (2000): избирательный округ Бруклендс | Выборы в городской совет Манчестера (2000): избирательный округ Бруклендс | Выборы в городской совет Манчестера (2000): избирательный округ Бруклендс | Выборы в городской совет Манчестера (2000): избирательный округ Бруклендс | Выборы в городской совет Манчестера (2000): избирательный округ Бруклендс |
| Партия                                                                    | Партия                                                                    | Кандидат                                                                  | Голоса                                                                    | %                                                                         | ±%                                                                        |
| ------------------------------------------------------------------------- | ------------------------------------------------------------------------- | ------------------------------------------------------------------------- | ------------------------------------------------------------------------- | ------------------------------------------------------------------------- | ------------------------------------------------------------------------- |
|                                                                           | Лейбористская                                                             | Сьюзан Кули*                                                              | 948                                                                       | 50,8                                                                      | ▼6,7                                                                      |
|                                                                           | Консервативная                                                            | Джон Кенни                                                                | 733                                                                       | 39,3                                                                      | ▲9,2                                                                      |
|                                                                           | Либеральные демократы                                                     | Питер Ротери                                                              | 133                                                                       | 7,1                                                                       | ▼5,3                                                                      |
|                                                                           | Зелёные                                                                   | Зое Уайтман                                                               | 53                                                                        | 2,8                                                                       | ▲2,8                                                                      |
| Большинство                                                               | Большинство                                                               | Большинство                                                               | 215                                                                       | 11,5                                                                      | ▼15,9                                                                     |
| Явка                                                                      | Явка                                                                      | Явка                                                                      | 1867                                                                      | 23,0                                                                      | ▲3,0                                                                      |
|                                                                           | Лейбористская (удержание)                                                 | Лейбористская (удержание)                                                 | Свинг                                                                     | ▼7,9                                                                      |                                                                           |

## Выборы в 1990-х годах
| Выборы в городской совет Манчестера (1999): избирательный округ Бруклендс | Выборы в городской совет Манчестера (1999): избирательный округ Бруклендс | Выборы в городской совет Манчестера (1999): избирательный округ Бруклендс | Выборы в городской совет Манчестера (1999): избирательный округ Бруклендс | Выборы в городской совет Манчестера (1999): избирательный округ Бруклендс | Выборы в городской совет Манчестера (1999): избирательный округ Бруклендс |
| Партия                                                                    | Партия                                                                    | Кандидат                                                                  | Голоса                                                                    | %                                                                         | ±%                                                                        |
| ------------------------------------------------------------------------- | ------------------------------------------------------------------------- | ------------------------------------------------------------------------- | ------------------------------------------------------------------------- | ------------------------------------------------------------------------- | ------------------------------------------------------------------------- |
|                                                                           | Лейбористская                                                             | Сьюзан Мерфи*                                                             | 1106                                                                      | 57,5                                                                      | ▲3,0                                                                      |
|                                                                           | Консервативная                                                            | Иан Бредшоу                                                               | 579                                                                       | 30,1                                                                      | ▼2,6                                                                      |
|                                                                           | Либеральные демократы                                                     | Питер Ротери                                                              | 238                                                                       | 12,4                                                                      | ▼0,4                                                                      |
| Большинство                                                               | Большинство                                                               | Большинство                                                               | 527                                                                       | 27,4                                                                      | ▲5,6                                                                      |
| Явка                                                                      | Явка                                                                      | Явка                                                                      | 1923                                                                      | 20,0                                                                      |                                                                           |
|                                                                           | Лейбористская (удержание)                                                 | Лейбористская (удержание)                                                 | Свинг                                                                     | ▲2,8                                                                      |                                                                           |

| Выборы в городской совет Манчестера (1998): избирательный округ Бруклендс | Выборы в городской совет Манчестера (1998): избирательный округ Бруклендс | Выборы в городской совет Манчестера (1998): избирательный округ Бруклендс | Выборы в городской совет Манчестера (1998): избирательный округ Бруклендс | Выборы в городской совет Манчестера (1998): избирательный округ Бруклендс | Выборы в городской совет Манчестера (1998): избирательный округ Бруклендс |
| Партия                                                                    | Партия                                                                    | Кандидат                                                                  | Голоса                                                                    | %                                                                         | ±%                                                                        |
| ------------------------------------------------------------------------- | ------------------------------------------------------------------------- | ------------------------------------------------------------------------- | ------------------------------------------------------------------------- | ------------------------------------------------------------------------- | ------------------------------------------------------------------------- |
|                                                                           | Лейбористская                                                             | Глинн Эванс*                                                              | 1111                                                                      | 54,5                                                                      | ▼1,9                                                                      |
|                                                                           | Консервативная                                                            | Иан Бредшоу                                                               | 667                                                                       | 32,7                                                                      | ▼0,2                                                                      |
|                                                                           | Либеральные демократы                                                     | Билл Фишер                                                                | 260                                                                       | 12,8                                                                      | ▲3,9                                                                      |
| Большинство                                                               | Большинство                                                               | Большинство                                                               | 444                                                                       | 21,8                                                                      | ▼1,7                                                                      |
| Явка                                                                      | Явка                                                                      | Явка                                                                      | 2038                                                                      |                                                                           |                                                                           |
|                                                                           | Лейбористская (удержание)                                                 | Лейбористская (удержание)                                                 | Свинг                                                                     | ▼0,8                                                                      |                                                                           |

| Выборы в городской совет Манчестера (1996): избирательный округ Бруклендс | Выборы в городской совет Манчестера (1996): избирательный округ Бруклендс | Выборы в городской совет Манчестера (1996): избирательный округ Бруклендс | Выборы в городской совет Манчестера (1996): избирательный округ Бруклендс | Выборы в городской совет Манчестера (1996): избирательный округ Бруклендс | Выборы в городской совет Манчестера (1996): избирательный округ Бруклендс |
| Партия                                                                    | Партия                                                                    | Кандидат                                                                  | Голоса                                                                    | %                                                                         | ±%                                                                        |
| ------------------------------------------------------------------------- | ------------------------------------------------------------------------- | ------------------------------------------------------------------------- | ------------------------------------------------------------------------- | ------------------------------------------------------------------------- | ------------------------------------------------------------------------- |
|                                                                           | Лейбористская                                                             | Сьюзан Кули                                                               | 1152                                                                      | 56,4                                                                      | ▼10,7                                                                     |
|                                                                           | Консервативная                                                            | Пол Камминс*                                                              | 672                                                                       | 32,9                                                                      | ▲11,7                                                                     |
|                                                                           | Либеральные демократы                                                     | Энтони Макгарр                                                            | 182                                                                       | 8,9                                                                       | ▼1,2                                                                      |
|                                                                           | FAN                                                                       | Дж. Гамильтон                                                             | 35                                                                        | 1,7                                                                       | ▲1,7                                                                      |
| Большинство                                                               | Большинство                                                               | Большинство                                                               | 480                                                                       | 23,5                                                                      | ▼22,4                                                                     |
| Явка                                                                      | Явка                                                                      | Явка                                                                      | 2041                                                                      |                                                                           |                                                                           |
|                                                                           | Лейбористская (перехват у Консервативной партии)                          | Лейбористская (перехват у Консервативной партии)                          | Свинг                                                                     | ▼11,2                                                                     |                                                                           |

| Выборы в городской совет Манчестера (1994): избирательный округ Бруклендс | Выборы в городской совет Манчестера (1994): избирательный округ Бруклендс | Выборы в городской совет Манчестера (1994): избирательный округ Бруклендс | Выборы в городской совет Манчестера (1994): избирательный округ Бруклендс | Выборы в городской совет Манчестера (1994): избирательный округ Бруклендс | Выборы в городской совет Манчестера (1994): избирательный округ Бруклендс |
| Партия                                                                    | Партия                                                                    | Кандидат                                                                  | Голоса                                                                    | %                                                                         | ±%                                                                        |
| ------------------------------------------------------------------------- | ------------------------------------------------------------------------- | ------------------------------------------------------------------------- | ------------------------------------------------------------------------- | ------------------------------------------------------------------------- | ------------------------------------------------------------------------- |
|                                                                           | Лейбористская                                                             | Глинн Эванс                                                               | 1817                                                                      | 58,6                                                                      | ▲20,5                                                                     |
|                                                                           | Консервативная                                                            | A. Ленган                                                                 | 876                                                                       | 28,2                                                                      | ▼26,1                                                                     |
|                                                                           | Либеральные демократы                                                     | Х. Маккей                                                                 | 410                                                                       | 13,2                                                                      | ▲7,7                                                                      |
| Большинство                                                               | Большинство                                                               | Большинство                                                               | 941                                                                       | 30,3                                                                      | ▲14,1                                                                     |
| Явка                                                                      | Явка                                                                      | Явка                                                                      | 3103                                                                      |                                                                           |                                                                           |
|                                                                           | Лейбористская (удержание)                                                 | Лейбористская (удержание)                                                 | Свинг                                                                     | ▲23,3                                                                     |                                                                           |

| Выборы в городской совет Манчестера (1992): избирательный округ Бруклендс | Выборы в городской совет Манчестера (1992): избирательный округ Бруклендс | Выборы в городской совет Манчестера (1992): избирательный округ Бруклендс | Выборы в городской совет Манчестера (1992): избирательный округ Бруклендс | Выборы в городской совет Манчестера (1992): избирательный округ Бруклендс | Выборы в городской совет Манчестера (1992): избирательный округ Бруклендс |
| Партия                                                                    | Партия                                                                    | Кандидат                                                                  | Голоса                                                                    | %                                                                         | ±%                                                                        |
| ------------------------------------------------------------------------- | ------------------------------------------------------------------------- | ------------------------------------------------------------------------- | ------------------------------------------------------------------------- | ------------------------------------------------------------------------- | ------------------------------------------------------------------------- |
|                                                                           | Консервативная                                                            | Х. Камминс*                                                               | 2033                                                                      | 54,3                                                                      | ▲8,7                                                                      |
|                                                                           | Лейбористская                                                             | А. Хардинг                                                                | 1426                                                                      | 38,1                                                                      | ▼2,9                                                                      |
|                                                                           | Либеральные демократы                                                     | Х. Маккей                                                                 | 207                                                                       | 5,5                                                                       | ▼4,4                                                                      |
|                                                                           | Зелёные                                                                   | Р. Кук                                                                    | 76                                                                        | 2,0                                                                       | ▼1,6                                                                      |
| Большинство                                                               | Большинство                                                               | Большинство                                                               | 607                                                                       | 16,2                                                                      | ▲11,6                                                                     |
| Явка                                                                      | Явка                                                                      | Явка                                                                      | 3742                                                                      |                                                                           |                                                                           |
|                                                                           | Консервативная (удержание)                                                | Консервативная (удержание)                                                | Свинг                                                                     | ▲5,8                                                                      |                                                                           |

| Выборы в городской совет Манчестера (1991): избирательный округ Бруклендс | Выборы в городской совет Манчестера (1991): избирательный округ Бруклендс | Выборы в городской совет Манчестера (1991): избирательный округ Бруклендс | Выборы в городской совет Манчестера (1991): избирательный округ Бруклендс | Выборы в городской совет Манчестера (1991): избирательный округ Бруклендс | Выборы в городской совет Манчестера (1991): избирательный округ Бруклендс |
| Партия                                                                    | Партия                                                                    | Кандидат                                                                  | Голоса                                                                    | %                                                                         | ±%                                                                        |
| ------------------------------------------------------------------------- | ------------------------------------------------------------------------- | ------------------------------------------------------------------------- | ------------------------------------------------------------------------- | ------------------------------------------------------------------------- | ------------------------------------------------------------------------- |
|                                                                           | Консервативная                                                            | М. Б. Бьюгерд                                                             | 2001                                                                      | 45,6                                                                      | ▲7,1                                                                      |
|                                                                           | Лейбористская                                                             | А. С. Вуд                                                                 | 1799                                                                      | 41,0                                                                      | ▼9,9                                                                      |
|                                                                           | Либеральные демократы                                                     | С. А. Оливер                                                              | 435                                                                       | 9,9                                                                       | ▲2,8                                                                      |
|                                                                           | Зелёные                                                                   | Р. Клэнси                                                                 | 156                                                                       | 3,6                                                                       | 0,0                                                                       |
| Большинство                                                               | Большинство                                                               | Большинство                                                               | 202                                                                       | 4,6                                                                       | ▼7,8                                                                      |
| Явка                                                                      | Явка                                                                      | Явка                                                                      | 4391                                                                      | 45.4                                                                      |                                                                           |
|                                                                           | Консервативная (удержание)                                                | Консервативная (удержание)                                                | Свинг                                                                     | ▲8,5                                                                      |                                                                           |

| Выборы в городской совет Манчестера (1990): избирательный округ Бруклендс | Выборы в городской совет Манчестера (1990): избирательный округ Бруклендс | Выборы в городской совет Манчестера (1990): избирательный округ Бруклендс | Выборы в городской совет Манчестера (1990): избирательный округ Бруклендс | Выборы в городской совет Манчестера (1990): избирательный округ Бруклендс | Выборы в городской совет Манчестера (1990): избирательный округ Бруклендс |
| Партия                                                                    | Партия                                                                    | Кандидат                                                                  | Голоса                                                                    | %                                                                         | ±%                                                                        |
| ------------------------------------------------------------------------- | ------------------------------------------------------------------------- | ------------------------------------------------------------------------- | ------------------------------------------------------------------------- | ------------------------------------------------------------------------- | ------------------------------------------------------------------------- |
|                                                                           | Лейбористская                                                             | Г. Гольер                                                                 | 2263                                                                      | 50,9                                                                      | ▲8,6                                                                      |
|                                                                           | Консервативная                                                            | А. Т. Ланган                                                              | 1712                                                                      | 38,5                                                                      | ▼12,1                                                                     |
|                                                                           | Либеральные демократы                                                     | А. Б. Кинлан                                                              | 316                                                                       | 7,1                                                                       | 0,0                                                                       |
|                                                                           | Зелёные                                                                   | К. С. Филд                                                                | 159                                                                       | 3,6                                                                       | ▲3,6                                                                      |
| Большинство                                                               | Большинство                                                               | Большинство                                                               | 551                                                                       | 12,4                                                                      | ▲4,1                                                                      |
| Явка                                                                      | Явка                                                                      | Явка                                                                      | 4450                                                                      |                                                                           |                                                                           |
|                                                                           | Лейбористская (удержание)                                                 | Лейбористская (удержание)                                                 | Свинг                                                                     | ▲10,3                                                                     |                                                                           |

## Выборы в 1980-х годах
| Выборы в городской совет Манчестера (1988): избирательный округ Бруклендс | Выборы в городской совет Манчестера (1988): избирательный округ Бруклендс | Выборы в городской совет Манчестера (1988): избирательный округ Бруклендс | Выборы в городской совет Манчестера (1988): избирательный округ Бруклендс | Выборы в городской совет Манчестера (1988): избирательный округ Бруклендс | Выборы в городской совет Манчестера (1988): избирательный округ Бруклендс |
| Партия                                                                    | Партия                                                                    | Кандидат                                                                  | Голоса                                                                    | %                                                                         | ±%                                                                        |
| ------------------------------------------------------------------------- | ------------------------------------------------------------------------- | ------------------------------------------------------------------------- | ------------------------------------------------------------------------- | ------------------------------------------------------------------------- | ------------------------------------------------------------------------- |
|                                                                           | Консервативная                                                            | П. Камминс                                                                | 2316                                                                      | 50,6                                                                      | ▲0,6                                                                      |
|                                                                           | Лейбористская                                                             | Дж. Бродерик*                                                             | 1934                                                                      | 42,3                                                                      | ▲9,9                                                                      |
|                                                                           | Либеральные демократы                                                     | Д. Врокхолл                                                               | 325                                                                       | 7,1                                                                       | ▼10,6                                                                     |
| Большинство                                                               | Большинство                                                               | Большинство                                                               | 382                                                                       | 8,3                                                                       | ▼9,3                                                                      |
| Явка                                                                      | Явка                                                                      | Явка                                                                      | 4575                                                                      |                                                                           |                                                                           |
|                                                                           | Консервативная (перехват у Лейбористской партии)                          | Консервативная (перехват у Лейбористской партии)                          | Свинг                                                                     | ▼4,6                                                                      |                                                                           |

| Выборы в городской совет Манчестера (1987): избирательный округ Бруклендс | Выборы в городской совет Манчестера (1987): избирательный округ Бруклендс | Выборы в городской совет Манчестера (1987): избирательный округ Бруклендс | Выборы в городской совет Манчестера (1987): избирательный округ Бруклендс | Выборы в городской совет Манчестера (1987): избирательный округ Бруклендс | Выборы в городской совет Манчестера (1987): избирательный округ Бруклендс |
| Партия                                                                    | Партия                                                                    | Кандидат                                                                  | Голоса                                                                    | %                                                                         | ±%                                                                        |
| ------------------------------------------------------------------------- | ------------------------------------------------------------------------- | ------------------------------------------------------------------------- | ------------------------------------------------------------------------- | ------------------------------------------------------------------------- | ------------------------------------------------------------------------- |
|                                                                           | Консервативная                                                            | Артур О'Коннор                                                            | 2646                                                                      | 50,0                                                                      | ▲13,7                                                                     |
|                                                                           | Лейбористская                                                             | Пол Кларк*                                                                | 1714                                                                      | 32,4                                                                      | ▼16,2                                                                     |
|                                                                           | SDP—Либеральный альянс                                                    | Д. Врокхолл                                                               | 935                                                                       | 17,7                                                                      | ▲2,6                                                                      |
| Большинство                                                               | Большинство                                                               | Большинство                                                               | 932                                                                       | 17,6                                                                      | ▲5,4                                                                      |
| Явка                                                                      | Явка                                                                      | Явка                                                                      | 5295                                                                      |                                                                           |                                                                           |
|                                                                           | Консервативная (перехват у Лейбористской партии)                          | Консервативная (перехват у Лейбористской партии)                          | Свинг                                                                     | ▲14,9                                                                     |                                                                           |

| Выборы в городской совет Манчестера (1986): избирательный округ Бруклендс | Выборы в городской совет Манчестера (1986): избирательный округ Бруклендс | Выборы в городской совет Манчестера (1986): избирательный округ Бруклендс | Выборы в городской совет Манчестера (1986): избирательный округ Бруклендс | Выборы в городской совет Манчестера (1986): избирательный округ Бруклендс | Выборы в городской совет Манчестера (1986): избирательный округ Бруклендс |
| Партия                                                                    | Партия                                                                    | Кандидат                                                                  | Голоса                                                                    | %                                                                         | ±%                                                                        |
| ------------------------------------------------------------------------- | ------------------------------------------------------------------------- | ------------------------------------------------------------------------- | ------------------------------------------------------------------------- | ------------------------------------------------------------------------- | ------------------------------------------------------------------------- |
|                                                                           | Лейбористская                                                             | Ф. Хаттон                                                                 | 2059                                                                      | 48,6                                                                      | ▼0,7                                                                      |
|                                                                           | Консервативная                                                            | Артур О'Коннор                                                            | 1540                                                                      | 36,3                                                                      | ▼2,9                                                                      |
|                                                                           | SDP—Либеральный альянс                                                    | С. Даффи                                                                  | 641                                                                       | 15,1                                                                      | ▲3,7                                                                      |
| Большинство                                                               | Большинство                                                               | Большинство                                                               | 519                                                                       | 12,2                                                                      | ▲2,1                                                                      |
| Явка                                                                      | Явка                                                                      | Явка                                                                      | 4240                                                                      |                                                                           |                                                                           |
|                                                                           | Лейбористская (перехват у Консервативной партии)                          | Лейбористская (перехват у Консервативной партии)                          | Свинг                                                                     | ▲1,1                                                                      |                                                                           |

| Выборы в городской совет Манчестера (1984): избирательный округ Бруклендс | Выборы в городской совет Манчестера (1984): избирательный округ Бруклендс | Выборы в городской совет Манчестера (1984): избирательный округ Бруклендс | Выборы в городской совет Манчестера (1984): избирательный округ Бруклендс | Выборы в городской совет Манчестера (1984): избирательный округ Бруклендс | Выборы в городской совет Манчестера (1984): избирательный округ Бруклендс |
| Партия                                                                    | Партия                                                                    | Кандидат                                                                  | Голоса                                                                    | %                                                                         | ±%                                                                        |
| ------------------------------------------------------------------------- | ------------------------------------------------------------------------- | ------------------------------------------------------------------------- | ------------------------------------------------------------------------- | ------------------------------------------------------------------------- | ------------------------------------------------------------------------- |
|                                                                           | Лейбористская                                                             | Джон Бродерик                                                             | 2188                                                                      | 49,3                                                                      | ▲6,9                                                                      |
|                                                                           | Лейбористская                                                             | Пол Кларк                                                                 | 2119                                                                      |                                                                           |                                                                           |
|                                                                           | Консервативная                                                            | Дж. Грэм                                                                  | 1741                                                                      | 39,2                                                                      | ▼6,3                                                                      |
|                                                                           | Консервативная                                                            | Артур О'Коннор*                                                           | 1729                                                                      |                                                                           |                                                                           |
|                                                                           | SDP—Либеральный альянс                                                    | Джеффри Бартон                                                            | 508                                                                       | 11,4                                                                      | ▼0,7                                                                      |
|                                                                           | SDP—Либеральный альянс                                                    | Питер Томпсон                                                             | 464                                                                       |                                                                           |                                                                           |
| Большинство                                                               | Большинство                                                               | Большинство                                                               | 378                                                                       | 10,1                                                                      | ▲6,9                                                                      |
| Явка                                                                      | Явка                                                                      | Явка                                                                      | 8749                                                                      |                                                                           |                                                                           |
|                                                                           | Лейбористская (перехват у Консервативной партии)                          | Лейбористская (перехват у Консервативной партии)                          | Свинг                                                                     |                                                                           |                                                                           |
|                                                                           | Лейбористская (перехват у Консервативной партии)                          | Лейбористская (перехват у Консервативной партии)                          | Свинг                                                                     | ▲6,6                                                                      |                                                                           |

| Выборы в городской совет Манчестера (1983): избирательный округ Бруклендс | Выборы в городской совет Манчестера (1983): избирательный округ Бруклендс | Выборы в городской совет Манчестера (1983): избирательный округ Бруклендс | Выборы в городской совет Манчестера (1983): избирательный округ Бруклендс | Выборы в городской совет Манчестера (1983): избирательный округ Бруклендс | Выборы в городской совет Манчестера (1983): избирательный округ Бруклендс |
| Партия                                                                    | Партия                                                                    | Кандидат                                                                  | Голоса                                                                    | %                                                                         | ±%                                                                        |
| ------------------------------------------------------------------------- | ------------------------------------------------------------------------- | ------------------------------------------------------------------------- | ------------------------------------------------------------------------- | ------------------------------------------------------------------------- | ------------------------------------------------------------------------- |
|                                                                           | Консервативная                                                            | Дэвид Самберг*                                                            | 2249                                                                      | 45,5                                                                      | ▲0,1                                                                      |
|                                                                           | Лейбористская                                                             | Пол Кларк                                                                 | 2093                                                                      | 42,4                                                                      | ▲7,8                                                                      |
|                                                                           | SDP—Либеральный альянс                                                    | Джеффри Бартон                                                            | 598                                                                       | 12,1                                                                      | ▼7,9                                                                      |
| Большинство                                                               | Большинство                                                               | Большинство                                                               | 156                                                                       | 3,2                                                                       | ▼7,7                                                                      |
| Явка                                                                      | Явка                                                                      | Явка                                                                      | 4940                                                                      |                                                                           |                                                                           |
|                                                                           | Консервативная (удержание)                                                | Консервативная (удержание)                                                | Свинг                                                                     | ▼3,8                                                                      |                                                                           |

| Выборы в городской совет Манчестера (1982): избирательный округ Бруклендс | Выборы в городской совет Манчестера (1982): избирательный округ Бруклендс | Выборы в городской совет Манчестера (1982): избирательный округ Бруклендс | Выборы в городской совет Манчестера (1982): избирательный округ Бруклендс | Выборы в городской совет Манчестера (1982): избирательный округ Бруклендс | Выборы в городской совет Манчестера (1982): избирательный округ Бруклендс |
| Партия                                                                    | Партия                                                                    | Кандидат                                                                  | Голоса                                                                    | %                                                                         | ±%                                                                        |
| ------------------------------------------------------------------------- | ------------------------------------------------------------------------- | ------------------------------------------------------------------------- | ------------------------------------------------------------------------- | ------------------------------------------------------------------------- | ------------------------------------------------------------------------- |
|                                                                           | Консервативная                                                            | Ивонн Эмери*                                                              | 2232                                                                      | 45,4                                                                      | н/д                                                                       |
|                                                                           | Консервативная                                                            | Артур О'Коннор                                                            | 2098                                                                      |                                                                           |                                                                           |
|                                                                           | Консервативная                                                            | Дэвид Самберг                                                             | 2047                                                                      |                                                                           |                                                                           |
|                                                                           | Лейбористская                                                             | Роджер Делаханти                                                          | 1699                                                                      | 34,6                                                                      | н/д                                                                       |
|                                                                           | Лейбористская                                                             | Ричард Реддингтон                                                         | 1627                                                                      |                                                                           |                                                                           |
|                                                                           | Лейбористская                                                             | Гарольд Рейд                                                              | 1621                                                                      |                                                                           |                                                                           |
|                                                                           | SDP—Либеральный альянс                                                    | Джеффри Бартон                                                            | 983                                                                       | 20,0                                                                      | н/д                                                                       |
|                                                                           | SDP—Либеральный альянс                                                    | Лоуренс Шилдс                                                             | 943                                                                       |                                                                           |                                                                           |
|                                                                           | SDP—Либеральный альянс                                                    | Бэрри Макколган                                                           | 941                                                                       |                                                                           |                                                                           |
| Большинство                                                               | Большинство                                                               | Большинство                                                               | 348                                                                       | 10,8                                                                      | н/д                                                                       |
| Явка                                                                      | Явка                                                                      | Явка                                                                      | 4914                                                                      | 49,3                                                                      | н/д                                                                       |
|                                                                           | Консервативная победа (новое место)                                       |                                                                           |                                                                           |                                                                           |                                                                           |
|                                                                           | Консервативная победа (новое место)                                       |                                                                           |                                                                           |                                                                           |                                                                           |
|                                                                           | Консервативная победа (новое место)                                       |                                                                           |                                                                           |                                                                           |                                                                           |

| Выборы в городской совет Манчестера (1980): избирательный округ Бруклендс | Выборы в городской совет Манчестера (1980): избирательный округ Бруклендс | Выборы в городской совет Манчестера (1980): избирательный округ Бруклендс | Выборы в городской совет Манчестера (1980): избирательный округ Бруклендс | Выборы в городской совет Манчестера (1980): избирательный округ Бруклендс | Выборы в городской совет Манчестера (1980): избирательный округ Бруклендс |
| Партия                                                                    | Партия                                                                    | Кандидат                                                                  | Голоса                                                                    | %                                                                         | ±%                                                                        |
| ------------------------------------------------------------------------- | ------------------------------------------------------------------------- | ------------------------------------------------------------------------- | ------------------------------------------------------------------------- | ------------------------------------------------------------------------- | ------------------------------------------------------------------------- |
|                                                                           | Лейбористская                                                             | К. Барнс                                                                  | 3285                                                                      | 56,9                                                                      | ▲8,8                                                                      |
|                                                                           | Консервативная                                                            | Г. Фитцсаймонс*                                                           | 2231                                                                      | 38,6                                                                      | ▼5,1                                                                      |
|                                                                           | Либеральная                                                               | Г. Далсон                                                                 | 260                                                                       | 4,5                                                                       | ▼3,7                                                                      |
| Большинство                                                               | Большинство                                                               | Большинство                                                               | 1054                                                                      | 18,2                                                                      | ▲13,8                                                                     |
| Явка                                                                      | Явка                                                                      | Явка                                                                      | 5776                                                                      | 46,0                                                                      | ▼28,9                                                                     |
|                                                                           | Лейбористская (перехват у Консервативной партии)                          | Лейбористская (перехват у Консервативной партии)                          | Свинг                                                                     | ▲6,9                                                                      |                                                                           |

## Выборы в 1970-х годах
| Выборы в городской совет Манчестера (1979): избирательный округ Бруклендс | Выборы в городской совет Манчестера (1979): избирательный округ Бруклендс | Выборы в городской совет Манчестера (1979): избирательный округ Бруклендс | Выборы в городской совет Манчестера (1979): избирательный округ Бруклендс | Выборы в городской совет Манчестера (1979): избирательный округ Бруклендс | Выборы в городской совет Манчестера (1979): избирательный округ Бруклендс |
| Партия                                                                    | Партия                                                                    | Кандидат                                                                  | Голоса                                                                    | %                                                                         | ±%                                                                        |
| ------------------------------------------------------------------------- | ------------------------------------------------------------------------- | ------------------------------------------------------------------------- | ------------------------------------------------------------------------- | ------------------------------------------------------------------------- | ------------------------------------------------------------------------- |
|                                                                           | Лейбористская                                                             | Д. Хили                                                                   | 4554                                                                      | 48,1                                                                      | ▲4,9                                                                      |
|                                                                           | Консервативная                                                            | Дэвид Самберг                                                             | 4136                                                                      | 43,7                                                                      | ▼13,1                                                                     |
|                                                                           | Либеральная                                                               | А. Л. Алгар                                                               | 777                                                                       | 8,2                                                                       | ▲8,2                                                                      |
| Большинство                                                               | Большинство                                                               | Большинство                                                               | 418                                                                       | 4,4                                                                       | ▼9,3                                                                      |
| Явка                                                                      | Явка                                                                      | Явка                                                                      | 9467                                                                      | 74,9                                                                      | ▲34,1                                                                     |
|                                                                           | Лейбористская (перехват у Консервативной партии)                          | Лейбористская (перехват у Консервативной партии)                          | Свинг                                                                     | ▲9,0                                                                      |                                                                           |

| Выборы в городской совет Манчестера (1978): избирательный округ Бруклендс | Выборы в городской совет Манчестера (1978): избирательный округ Бруклендс | Выборы в городской совет Манчестера (1978): избирательный округ Бруклендс | Выборы в городской совет Манчестера (1978): избирательный округ Бруклендс | Выборы в городской совет Манчестера (1978): избирательный округ Бруклендс | Выборы в городской совет Манчестера (1978): избирательный округ Бруклендс |
| Партия                                                                    | Партия                                                                    | Кандидат                                                                  | Голоса                                                                    | %                                                                         | ±%                                                                        |
| ------------------------------------------------------------------------- | ------------------------------------------------------------------------- | ------------------------------------------------------------------------- | ------------------------------------------------------------------------- | ------------------------------------------------------------------------- | ------------------------------------------------------------------------- |
|                                                                           | Консервативная                                                            | У. Эмери*                                                                 | 3027                                                                      | 56,8                                                                      | ▲7,3                                                                      |
|                                                                           | Лейбористская                                                             | Дж. Уилнер                                                                | 2298                                                                      | 43,2                                                                      | ▼1,8                                                                      |
| Большинство                                                               | Большинство                                                               | Большинство                                                               | 729                                                                       | 13,7                                                                      | ▲9,1                                                                      |
| Явка                                                                      | Явка                                                                      | Явка                                                                      | 5325                                                                      | 40,8                                                                      |                                                                           |
|                                                                           | Консервативная (удержание)                                                | Консервативная (удержание)                                                | Свинг                                                                     | ▲4,5                                                                      |                                                                           |

| Выборы в городской совет Манчестера (1976): избирательный округ Бруклендс | Выборы в городской совет Манчестера (1976): избирательный округ Бруклендс | Выборы в городской совет Манчестера (1976): избирательный округ Бруклендс | Выборы в городской совет Манчестера (1976): избирательный округ Бруклендс | Выборы в городской совет Манчестера (1976): избирательный округ Бруклендс | Выборы в городской совет Манчестера (1976): избирательный округ Бруклендс |
| Партия                                                                    | Партия                                                                    | Кандидат                                                                  | Голоса                                                                    | %                                                                         | ±%                                                                        |
| ------------------------------------------------------------------------- | ------------------------------------------------------------------------- | ------------------------------------------------------------------------- | ------------------------------------------------------------------------- | ------------------------------------------------------------------------- | ------------------------------------------------------------------------- |
|                                                                           | Консервативная                                                            | Г. У. Фитцсаймонс*                                                        | 2795                                                                      | 49,5                                                                      | ▼11,2                                                                     |
|                                                                           | Лейбористская                                                             | Дж. Уилнер                                                                | 2538                                                                      | 45,0                                                                      | ▲5,7                                                                      |
|                                                                           | Либеральная                                                               | Г. Ф. Тернер                                                              | 309                                                                       | 5,5                                                                       | ▲5,5                                                                      |
| Большинство                                                               | Большинство                                                               | Большинство                                                               | 257                                                                       | 4,6                                                                       | ▼16,7                                                                     |
| Явка                                                                      | Явка                                                                      | Явка                                                                      | 5642                                                                      |                                                                           |                                                                           |
|                                                                           | Консервативная (удержание)                                                | Консервативная (удержание)                                                | Свинг                                                                     | ▼8,4                                                                      |                                                                           |

| Выборы в городской совет Манчестера (1975): избирательный округ Бруклендс | Выборы в городской совет Манчестера (1975): избирательный округ Бруклендс | Выборы в городской совет Манчестера (1975): избирательный округ Бруклендс | Выборы в городской совет Манчестера (1975): избирательный округ Бруклендс | Выборы в городской совет Манчестера (1975): избирательный округ Бруклендс | Выборы в городской совет Манчестера (1975): избирательный округ Бруклендс |
| Партия                                                                    | Партия                                                                    | Кандидат                                                                  | Голоса                                                                    | %                                                                         | ±%                                                                        |
| ------------------------------------------------------------------------- | ------------------------------------------------------------------------- | ------------------------------------------------------------------------- | ------------------------------------------------------------------------- | ------------------------------------------------------------------------- | ------------------------------------------------------------------------- |
|                                                                           | Консервативная                                                            | А. О'Коннор*                                                              | 2752                                                                      | 60,7                                                                      | ▲5,0                                                                      |
|                                                                           | Лейбористская                                                             | Э. Меллор                                                                 | 1785                                                                      | 39,3                                                                      | ▼5,0                                                                      |
| Большинство                                                               | Большинство                                                               | Большинство                                                               | 967                                                                       | 21,3                                                                      | ▲10,0                                                                     |
| Явка                                                                      | Явка                                                                      | Явка                                                                      | 4537                                                                      |                                                                           |                                                                           |
|                                                                           | Консервативная (удержание)                                                | Консервативная (удержание)                                                | Свинг                                                                     | ▲5,0                                                                      |                                                                           |

| Выборы в городской совет Манчестера (1973): избирательный округ Бруклендс | Выборы в городской совет Манчестера (1973): избирательный округ Бруклендс | Выборы в городской совет Манчестера (1973): избирательный округ Бруклендс | Выборы в городской совет Манчестера (1973): избирательный округ Бруклендс | Выборы в городской совет Манчестера (1973): избирательный округ Бруклендс | Выборы в городской совет Манчестера (1973): избирательный округ Бруклендс |
| Партия                                                                    | Партия                                                                    | Кандидат                                                                  | Голоса                                                                    | %                                                                         | ±%                                                                        |
| ------------------------------------------------------------------------- | ------------------------------------------------------------------------- | ------------------------------------------------------------------------- | ------------------------------------------------------------------------- | ------------------------------------------------------------------------- | ------------------------------------------------------------------------- |
|                                                                           | Консервативная                                                            | У. Эмери                                                                  | 2592                                                                      | 55,6                                                                      | н/д                                                                       |
|                                                                           | Консервативная                                                            | Г. У. Фитцсаймонс                                                         | 2548                                                                      |                                                                           |                                                                           |
|                                                                           | Консервативная                                                            | А. О'Коннор                                                               | 2509                                                                      |                                                                           |                                                                           |
|                                                                           | Лейбористская                                                             | Ф. Ферт                                                                   | 2067                                                                      | 44,3                                                                      | н/д                                                                       |
|                                                                           | Лейбористская                                                             | Д. Хили                                                                   | 2054                                                                      | 44,3                                                                      | н/д                                                                       |
|                                                                           | Лейбористская                                                             | Э. Меллор                                                                 | 2025                                                                      | 44,3                                                                      | н/д                                                                       |
| Большинство                                                               | Большинство                                                               | Большинство                                                               | 442                                                                       | 11,3                                                                      | н/д                                                                       |
| Явка                                                                      | Явка                                                                      | Явка                                                                      | 4659                                                                      |                                                                           | н/д                                                                       |
|                                                                           | Консервативная победа (новое место)                                       |                                                                           |                                                                           |                                                                           |                                                                           |
|                                                                           | Консервативная победа (новое место)                                       |                                                                           |                                                                           |                                                                           |                                                                           |
|                                                                           | Консервативная победа (новое место)                                       |                                                                           |                                                                           |                                                                           |                                                                           |